# Trang phi
Trang phi (chữ Hán: 莊妃) là một tước hiệu được phong cho các phi tần trong thời phong kiến ở vùng Á Đông. Từ Trang (莊) trong mỹ hiệu mang ý nghĩa là "trang nghiêm, đứng đắn".

## Trung Quốc

### Minh
- Triệu Trang phi, thụy Cung Tĩnh (恭靖), phi tần của Minh Anh Tông.
- Vương Trang phi, phi tần của Minh Thế Tông.
- Đỗ Trang phi, ngự thiếp của Minh Thế Tông, được tặng Trang phi sau khi qua đời.
- Lưu Trang phi, thụy Cung Huệ (恭惠), phi tần của Minh Mục Tông.
- Lý Trang phi, thụy Cung Ý (恭懿), sủng phi của Minh Quang Tông.

### Thanh
- Bố Mộc Bố Thái, còn được biết qua thụy hiệu Hiếu Trang Thái hậu, cung phi của Hoàng Thái Cực, được phong làm Vĩnh Phúc cung Trang phi.
- Vương Trang phi, phi tần của Nhân Tông Gia Khánh.

## Việt Nam
- Chu Thị Viên, chánh phi của chúa Hiền Nguyễn Phúc Tần, chúa Vũ Nguyễn Phúc Khoát truy tặng làm Trang phi.

Thời nhà Nguyễn, mỹ hiệu Trang còn được ban cho tước Tần:
- Trần Thị Tuyến, phi tần của Thánh Tổ Minh Mạng, được phong Trang tần ở hàng Tam giai.